# Lignowy Szlacheckie
Lignowy Szlacheckie is een plaats in het Poolse district  Tczewski, woiwodschap Pommeren. De plaats maakt deel uit van de gemeente Pelplin en telt 705 inwoners.